# 2021 en politique française
Politique française
- 2020 en politique française - 2021 en politique française - 2022 en politique française

Cet article recense les faits marquants en politique qui ont pris place en France en 2021.

## Événements par mois

### Janvier
- 5 janvier : L'ancienne Ministre de la Santé Agnès Buzyn quitte la politique française pour rejoindre l'OMS[1].

### Février
- 16 février : La ministre de l'Enseignement supérieur Frédérique Vidal créée une vive polémique dans les milieux universitaires en dénonçant l'« islamo-gauchisme » à l'université à l'Assemblée nationale puis sur la chaine CNews[2].
- 20 février : Plus de 600 représentants du monde de l'éducation et de l'enseignement supérieur demandent la démission de Frédérique Vidal de son poste, l'accusant de "chasse aux sorcières"[3].
- 21 février : Laurent Saint-Martin officialise sa candidature comme tête de liste de la majorité présidentielle pour les élections régionales de 2021 en Île-de-France.

### Mars
- 11 mars : Karima Delli est désignée candidate de l'union des gauches pour les élections régionales de 2021 dans les Hauts-de-France.
- 14 mars : Annonce de la candidature de Najat Vallaud-Belkacem (PS) aux élections régionales de 2021 en Auvergne Rhône Alpes.
- 24 mars : Xavier Bertrand annonce sa candidature à l'élection présidentielle de 2022[4].
- 24 mars : Publication de Pas une goutte de sang français, livre actant le retour en France de l'ancien Premier Ministre, Manuel Valls.
- 25 mars : Le secrétaire national des verts, Julien Bayou accuse les ministres Gérald Darmanin et Marlène Schiappa de vouloir "diaboliser" son parti dans le cadre de l'affaire politico-médiatique du financement de la Mosquée de Strasbourg[5].
- 30 mars : Les Républicains lancent un appel composé de douze propositions dans le cadre de leur convention[6].

### Avril
- 1er avril : Benoit Hamon soutient la candidature de l'écologiste Nicolas Thierry plutôt que le candidat sortant socialiste en Nouvelle Aquitaine, et affirme alors qu'il souhaite un candidat unique à gauche en 2022[7].
- 2 avril : Xavier Bertrand déclare à France Bleu que s’il n'était pas réélu aux élections régionales, il quitterait la vie politique[8]
- 8 avril : Examen par l'Assemblée nationale d'une proposition de loi pour les personnes souffrant d'une pathologie incurable. Près de 3000 amendements ont été déposés, majoritairement issus de la droite. Ceux-ci ont été accusés de faire de l'"obstruction" empêchant ainsi la tenue d'un vrai débat[9].
- 12 avril : Renaud Muselier est élu Président de la Fédération Les Républicains dans les Bouches-du-Rhône, à la suite de Martine Vassal qui assurait l'intérim[10].
- 15 avril : Brune Poirson quitte la vie politique française pour rejoindre le groupe Accor[11].
- 17 avril : Plusieurs représentants de partis de gauche se donnent rendez-vous pour une réunion à Paris, en vue d'une possible union en 2022[12].
- 18 avril : Emmanuel Macron déclare que "décider de prendre des stupéfiants et devenir 'comme fou' ne devrait pas supprimer votre responsabilité pénale" à propos de l'assassinat de Sarah Halimi et de l'irresponsabilité pénale de son meurtrier, appelant à un changement de loi.
- 20 avril : Marlène Schiappa lance les États Généraux de la Laïcité, afin de "réaffirmer" le principe de laïcité[13]. Cette forme de colloque a pour but de créer des groupes de travaux et des tables rondes autour de sujets comme la liberté d’expression, la recherche, la jeunesse, l’intégration citoyenne et les droits des femmes. Cette entreprise a été vivement critiquée notamment par Julien Bayou, homme politique écologiste et par le Président de la République, Emmanuel Macron, en Conseil des ministres.
- 20 avril : Le socialiste Alain Rousset annonce à nouveau sa candidature aux élections régionales de 2021 en Nouvelle Aquitaine. Il sera allié au PCF et à Place Publique, face aux verts[14].
- 22 avril : Les élections régionales de 2021 sont reculées d'une semaine et auront lieu le 20 juin 2021[15].
- 23 avril : Jean-Luc Mélenchon et son parti, La France insoumise, annoncent la création d'une application de campagne, Action populaire [16].
- 23 avril : Marc Fesneau officialise sa candidature aux élections régionales de 2021 en Centre Val de Loire.
- 23 avril : Marie-Guite Dufay (PS) annonce la candidature à sa réélection en Bourgogne-Franche-Comté pour les élections régionales de 2021.
- 23 avril : L'ancien Ministre de l'Écologie, François de Rugy annonce sa candidature aux élections régionales de 2021 dans le Pays de la Loire[17].
- 23 avril : Michèle Rubirola, ancienne mairesse de Marseille annonce sa candidature aux élections départementales de 2021 dans les Bouches-du-Rhône[18].
- 24 avril : Publication dans Le Monde d'un nouveau sondage sur l'élection présidentielle de 2022.

### Novembre
- 30 novembre : Éric Zemmour annonce officiellement sa candidature à l'élection présidentielle de 2022 par le biais d'une vidéo publiée sur sa chaine Youtube[19].

## Décès
- 13 janvier : Décès de Marielle de Sarnez, ancienne vice-présidente du Modem.
- 7 mars : Décès d'Olivier Dassault, député LR[20].